# Phanogenia
Genre
Phanogenia est un genre de crinoïde de la famille des Comatulidae (ordre des Comatulida).

## Description et caractéristiques
La bouche demeure centrale à l'âge adulte chez les espèces de ce genre, contrairement à l'essentiel de cette famille. Les bras sont longs, fins et nombreux, jusqu'à 170, et portent des pinnules grêle, disposées alternativement selon un angle important. Les cirrhes sont souvent absents, mais certaines espèces en ont. Les pinnules orales constituent des sortes de peignes formés de longues dents triangulaires ou élancées. 

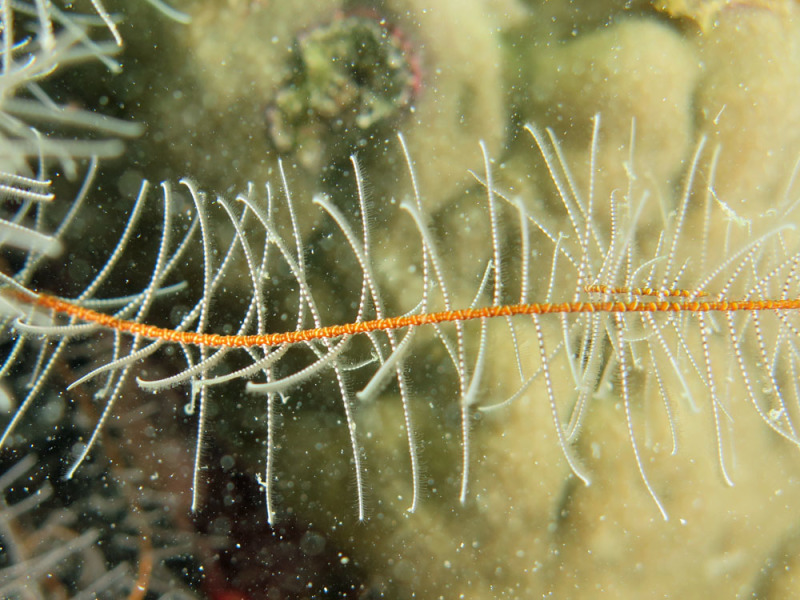
Bras typique de Phanogenia (P. gracilis)
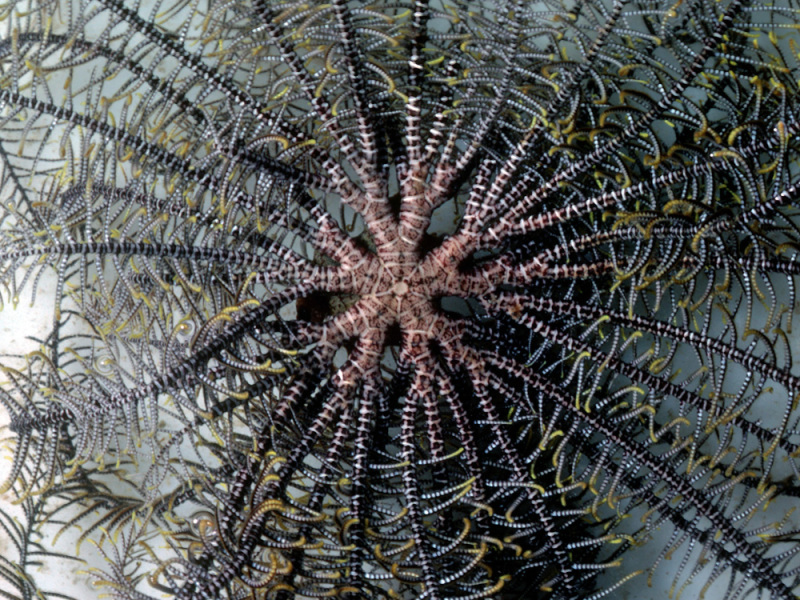
Centrodorsal grêle et sans cirrhes de P. gracilis

## Liste des espèces
Selon World Register of Marine Species (8 avril 2015) :
- Phanogenia distincta (Carpenter, 1888) -- Pacifique ouest
- Phanogenia fruticosa (AH Clark, 1911) -- Indonésie et Philippines
- Phanogenia gracilis (Hartlaub, 1893) -- Indo-Pacifique des Maldives aux Fidji
- Phanogenia multibrachiata (Carpenter, 1888) -- Îles Andaman, Indonésie et Philippines
- Phanogenia novaeguineae (Müller, 1841) -- Nouvelle-Guinée
- Phanogenia schoenovi (AH Clark, 1918) -- Mer de Chine
- Phanogenia serrata (AH Clark, 1907) -- Japon
- Phanogenia sibogae (AH Clark, 1912) -- Indonésie
- Phanogenia typica Lovén, 1866 -- Nouvelle-Calédonie

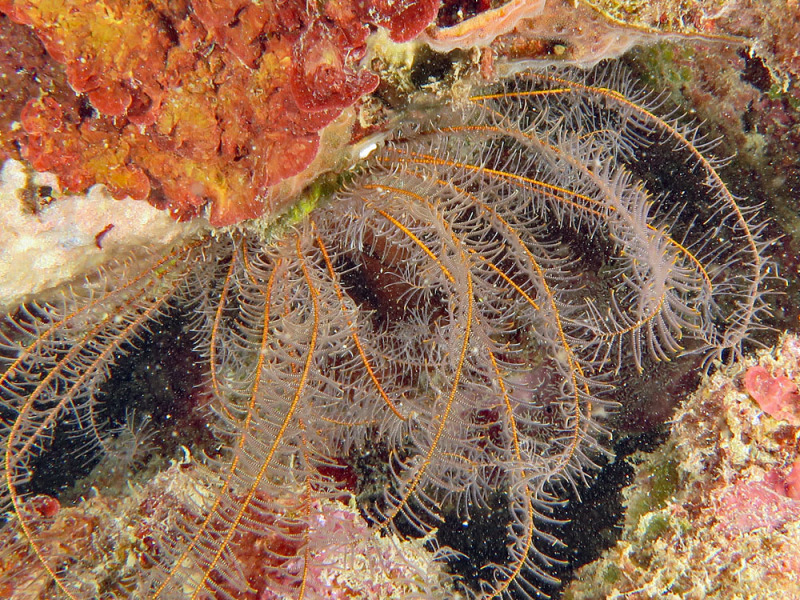
Phanogenia gracilis
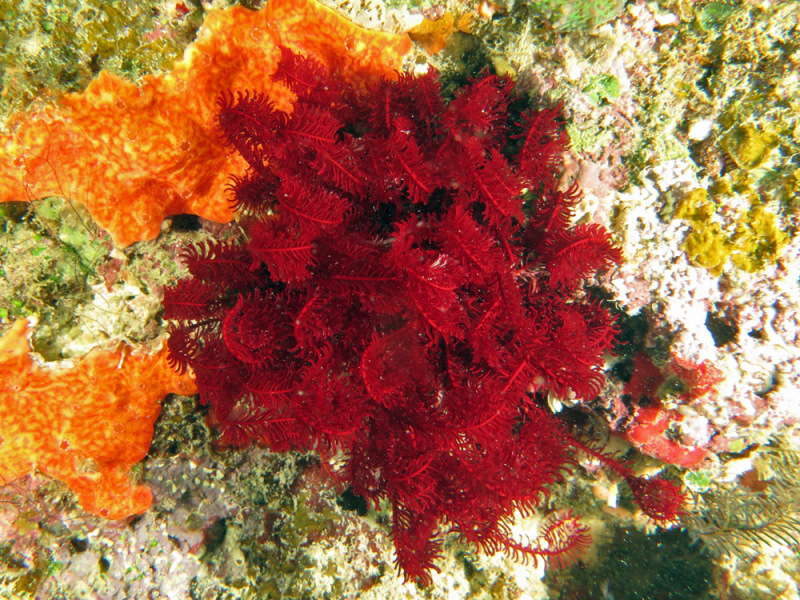
Phanogenia multibrachiata
Phanogenia schoenovi